# Hertogdom Oostenrijk beneden de Enns
Het hertogdom Oostenrijk beneden de Enns ontstond in 1408 toen voor het eerst een aparte statenvergadering werd georganiseerd voor twee delen van het hertogdom Oostenrijk, respectievelijk boven en beneden de Enns genoemd. In 1453 werd het hertogdom definitief door de keizer tot aartshertogdom verheven.